# Nonymodiadelia lineatopunctata
Nonymodiadelia lineatopunctata är en skalbaggsart som beskrevs av Stefan von Breuning 1957. Nonymodiadelia lineatopunctata ingår i släktet Nonymodiadelia och familjen långhorningar.
Artens utbredningsområde är Madagaskar. Inga underarter finns listade i Catalogue of Life.